# کونتویگ
کونتویگ (به آلمانی: Contwig) یک شهر در آلمان است که در زودوستپفالتس واقع شده‌است. کونتویگ ۵٬۰۰۳ نفر جمعیت دارد.